# システム情報工学研究群
システム情報工学研究群（システムじょうほうこうがくけんきゅうぐん）は、国立大学法人筑波大学大学院理工情報生命学術院の3研究群の内の一つ。旧来のシステム情報工学研究科を改組再編してシステム情報工学研究群が発足。

## 沿革
2000年、大学院博士課程の改組・再編に伴い，システム情報工学研究科を設置。
2005年、システム情報工学研究科の改組・再編。
2020年、理工情報生命学術院 システム情報工学研究群に再編。

## 学位プログラム
エンパワーメント情報学プログラム（前期後期課程一貫）
”つくばの社工”
- 社会工学学位プログラム（旧社会工学専攻）-　未来を構想する３つの資質、資産・資源のデザイン、空間・環境のデザイン、組織・行動のデザインについて、少なくとも1つの分野で専門家と呼ばれる人材を養成。また別組織の未来社会工学開発研究センターと連携している。それぞれ資産・資源のデザインは、ファイナンス・最適化など、空間・環境のデザインは都市計画、組織・行動のデザインは行動科学である。
- サービス工学学位プログラム
- 地域未来創生教育コース - 社会人向けの研究教育プログラムで、上記専攻同様、修士（社会工学）の学位が授与される。また文部科学大臣認定「 職業実践力育成プログラム （BP,Brush up Program for professional）」や、2020年4月入学者より厚労省の「専門実践教育訓練講座」に指定されている。

将来像は経営コンサルタントあるいは組織管理職、ファイナンシャル・プランナーなどで企業評価・ファイナンスの能力を身につけ、企業の経営戦略のアドバイスあるいは財務計画及び分析を行う人材やITコンサルティング企業のシステムエンジニア、シンクタンク研究員特に都市計画関係の能力を身につけたコンサルティング業務を行うシンクタンク研究員を想定している。
具体的な教育は社会工学のための数学の他、ミクロ経済学、社会シミュレーション、ゲーム理論、統計分析、企業評価論、制度・政策決定論、都市と環境や空間情報科学、社会工学ワークショップ、サプライチェーン・マネジメント、都市・地域解析学、都市リスクマネジメント論、都市開発プロジェクト・マネジメント/地域経営論、マーケティング・サイエンス、経済・政策分析、ビジネス戦略、情報セキュリティファイナンス、時系列解析、離散数理、数理最適化理論、資産評価論、地域科学、都市形成史、住環境計画論、組織行動論、生産管理・品質管理、ミクロ計量分析、社会工学ファシリテーター育成プログラムなど。
地域未来創生教育コースは必修講座科目に自動運転・燃料電池と地域未来創生とモビリティ・ロボティクス・知能化技術と地域未来創生、金融インフラ整備と地域未来創生などがあり、アクティブラーニングを通じて、実践的にプロジェクトを推進する能力を身につけさせるプログラムとなっている。
リスク・レジリエンス工学学位プログラム
情報理工学学位プログラム（旧コンピュータサイエンス専攻）
知能機能システム学位プログラム（旧知能機能システム専攻）
構造エネルギー工学学位プログラム（旧構造エネルギー工学専攻）
旧来の大学院教育専攻での機械工学・土木工学・建築学・航空工学・原子力工学・エネルギー工学・環境学専攻を融合した構造エネルギー工学専攻を再編改組した。
力学に立脚したマクロ的工学技術全般にわたる幅広い領域を教育・研究対象としている。ハードウエアの計画・設計から構築・製作に関わる伝統的学問としての工学教育を基調としながら、単なる物作り技術の習得に留まらず、環境と人間の調和、有限なエネルギーの永続的有効利用といったグローバルな視野を持つ人材を育成している。具体的な教育分野としては，
1. 構造・防災・信頼性工学分野
2. 固体力学・材料工学分野
3. 流体・環境工学分野
4. 熱流体・エネルギー工学分野

が設けられている。
研究対象としては、エネルギー機器等の一般機械類、自動車、船舶、航空宇宙機器、土木建造物、建築物等多岐にわたるが、研究課題としては、必ずしも個々の対象物にとらわれることなく、むしろそれらに共通な力学の先進的応用課題の解明、新しい研究手法・装置などの開発が主眼となっている。
ライフイノベーション（生物情報）学位プログラム

## 参考
- https://www.tsukuba.ac.jp/education/degree-program-admission-r2.html
- https://www.tsukuba.ac.jp/education/pdf/degree-program/field/system-3.pdf